# L’Allegro, il Penseroso ed il Moderato
L’Allegro, il Penseroso, ed il Moderato (HWV 55), deutsch: Frohsinn, Schwermut und Mäßigung oder auch Der Fröhliche, der Gedankenvolle und der Maßvolle, ist ein Oratorium oder eine pastorale Ode in drei Teilen von Georg Friedrich Händel mit einem Libretto, welches Charles Jennens nach John Miltons L’Allegro und Il Penseroso (beide 1632) bearbeitete und den dritten Teil Il Moderato selbst beisteuerte. Die Uraufführung fand am 27. Februar 1740 im Lincoln’s Inn Fields Theatre in London statt.

## Entstehung
Nachdem Händel die Spielzeit 1738/39 mit den ersten drei Vorstellungen seines neuen Oratoriums Israel in Egypt bis Mitte April 1739 und der Ende April fertiggestellten Pasticcio-Oper Giove in Argo, welche Anfang Mai zweimal gespielt wurde, nur mit mäßigem Erfolg abgeschlossen hatte, komponierte er nach einer Sommerpause im September die Ode for St. Cecilia’s Day und im Oktober die zwölf Concerti grossi, denen John Walsh im Juli 1741 die Opuszahl „6“ zuweisen wird. Am 22. November eröffnete Händel seine neue Saison im für zwei Jahre angemieteten Theater in den Lincoln’s Inn Fields mit dem Alexanderfest und der gerade fertiggestellten Cäcilienode. Er setzte keine Oper auf den aktuellen Spielplan, sondern bestritt die Spielzeit mit Oratorien und Oden. Seine früheren triumphalen Erfolge als Opernkomponist lagen weit zurück und in den letzten Jahren folgten Fehlschlag auf Fehlschlag, was ihn gar erwägen ließ, dem verkrusteten Opernbetrieb ein für alle Mal den Rücken zu kehren und England wieder zu verlassen.
Zudem verlangte der kälteste Winter seit Beginn der Aufzeichnungen seinen Tribut. Die Themse war über Wochen zugefroren, das öffentliche Leben stand still, selbst die Theater waren zeitweise geschlossen, weil es nicht mehr gelang, die Säle ausreichend zu beheizen. Für Händel kam diese witterungsbedingte Kulturkrise noch auf seine ohnehin schon kritische künstlerische Gesamtsituation erschwerend hinzu, sodass er sich vorläufig zurückzog. Am 19. Januar begann er mit der Komposition eines neuen Werkes, L’Allegro, il Penseroso, ed il Moderato und war nach sechs Tagen mit dem ersten Teil schon fertig: „Fine della parte prima Jan: 25 1740 ♀ [Freitag].“ Den zweiten Teil stellte er am 2. Februar („Fine della Parte 2da Fevrier 2. 1740“) fertig. Schließlich beendete er die Komposition mit seiner gewohnten Dankesformel am 4. Februar: „S[oli]. D[eo]. G[loria]. G. F. Handel Fevrier ☽ [Montag] 4. 1740 ♄ [Samstag] 9 dito“. Offenbar schloss er das „Ausfüllen“ der Partitur also am 9. Februar ab, nachdem es für ihn zwei Tage zuvor wieder eine Vorstellung von Acis and Galatea mit der Cäcilienode zu dirigieren gab, für die in der Presse extra dafür geworben werden musste, dass das Theater gut beheizt und „das Feuer die ganze Zeit“ an sei.
Inmitten dieser recht labilen Schaffensphase bringt Händel also mit L’Allegro, il Penseroso, ed il Moderato in nur 17 Tagen eines seiner einfallsreichsten und experimentellsten Stücke zu Papier. Knapp drei Wochen nach Fertigstellung der Partitur erlebte das Werk am 27. Februar 1740 seine erfolgreiche Uraufführung im notdürftig gegen den Frost abgeschirmten Theater. Die Gesangssolisten waren:
- Il Penseroso, il Moderato – Élisabeth Duparc, detta La Francesina (Sopran)
- L’Allegro – ein Knabensopran[3]
- L’Allegro, il Moderato – John Beard (Tenor)
- L’Allegro – Henry Theodore Reinhold (Bass)
- Il Moderato – William Savage (Bass)

## Aufführungsgeschichte
Dem schönen Erfolg ließ Händel sehr bald vier weitere Aufführungen im März und April 1740 folgen. Im folgenden Jahr nahm er das Oratorium am gleichen Theater zwischen Januar und April nochmals für vier Aufführungen in den Spielplan und ergänzte es dafür um einige Nummern. Während der Vorbereitungszeit für die Erstaufführung des Messiah kam es von Dezember 1741 bis März 1742 zu drei Wiedergaben in der neugebauten „Great Musick Hall“ in Dublin, wiederum mit kleinen Änderungen: so wurde z. B. aus dem Violoncello-Solo in Nr. 22 (But oh! Sad virgin that thy pow’r) für Francisco Caporale ein Violin-Solo für den irischen Geiger Matthew Dubourg.
Weitere Aufführungen unter Händels Leitung im Covent Garden Theatre erfolgten 1743, 1754 und 1755. Für diese drei Vorstellungen ließ Händel den dritten Teil Il Moderato weg und fügte stattdessen die einteilige Ode for St. Cecilia’s Day an.
Ohne Händels Beteiligung sind folgende Aufführungen dokumentiert: Dublin (1748), Salisbury (1750, 1753), Gloucester (1751, 1754), Oxford (1754, 1755, 1757, 1758), Hereford (1756), London (1756, 1759), Bath (1758), Bristol (1758) und Birmingham (1759).
Nach Händels Tod wurde L’Allegro in England noch bis zum Ende des Jahrhunderts fast jährlich gespielt, meist jedoch ohne den dritten Teil. Danach wurde es ruhiger um das Stück. 1843/44 gab Ignaz Moscheles eine Partitur als L’Allegro, il Pensieroso für die Londoner „Handel Society“ heraus, was aber eine Verbreitung des Stückes nicht befördern konnte. Seltene Aufführungen waren in Heidelberg (1853) und in Wien, 1884 durch die Singakademie und 1897 im Rahmen der Wiener „Gesellschafts-Konzerte“, zu erleben. Über diese Darbietung äußert sich Eduard Hanslick (siehe „Erfolg und Kritik“).
Jenseits des Atlantiks war L’Allegro 1873 in der Mechanics Hall in Boston, 1878 in Worcester und 1881 und 1895 in New York zu hören. Nachdem der Hallenser Komponist und Dirigent Robert Franz im Jahre 1871 eine Bearbeitung des Werkes vorgelegt hatte, kam es gelegentlich (z. B. bei den Händelfesten 1918 und 1929) zu Aufführungen dieser Fassung in der Saalestadt mit der Singakademie Halle. 1904 wurde das Werk in der oberschlesischen Stadt Brieg gespielt.
Nach dem Zweiten Weltkrieg sind Aufführungen des Werkes weiterhin selten gewesen. Im 21. Jahrhundert erlebt das Oratorium eine Renaissance, nicht nur bei den einschlägigen Händel-Festivals. Inzwischen sind auch einige Tonträger-Aufnahmen vorgelegt worden (siehe „Diskografie)“.
1988 choreografierte Mark Morris eine Tanzperformance am Théâtre Royal de la Monnaie in Brüssel zu Händels Musik und Miltons Poesie.

## Libretto

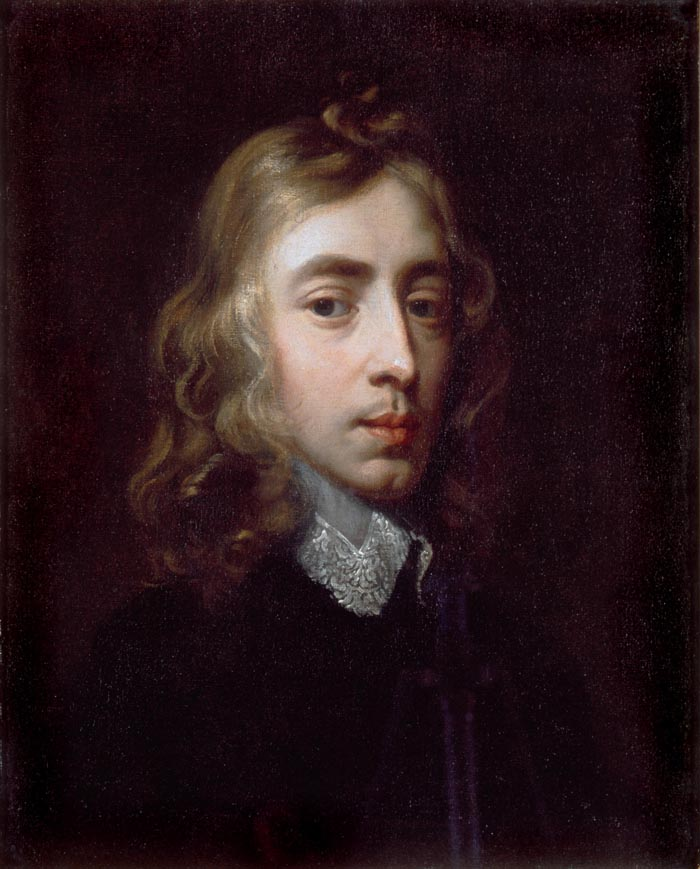
John Milton
von Mary Beale oder Peter Lely, London ca. 1630

Nach dem Erfolg des Alexanderfestes (1736), einer Vertonung der vielbewunderten Ode von John Dryden, stellte sich für eine Reihe von Händels Freunden die Frage, wie das Ergebnis ausfallen würde, wenn man den Meister dazu bewegen könnte, die Worte eines noch bedeutenderen englischen Dichters zu vertonen. Dieser recht hochgesinnte Freundeskreis, dem der reiche Hobbypoet Charles Jennens, der Philosoph James Harris und der Earl of Shaftesbury angehörten, drängten Händel regelmäßig zur Produktion englischer Oden und Oratorien. Unter ihrem Einfluss nahm er sich nun der Dichtung eines schon zu Lebzeiten weltberühmten Literaten des 17. Jahrhunderts, John Milton, an.
Die literarische Grundlage für den Oratoriumstext bildet Miltons berühmtes Gedichtpaar L’Allegro (Frohsinn) und Il Penseroso (Schwermut), geschrieben während seiner Studienjahre 1632, in welchen der Gegensatz zwischen den beiden Stimmungen allegorisch behandelt wird. Gut hundert Jahre danach tauschte sich Händel nun mit Harris und Jennens abwechselnd und gleichzeitig darüber aus, wie man diese Dichtungen nun nach Maßgabe dialogischer Spannung zusammenschmelzen und miteinander kombinieren kann, wobei die ursprüngliche Idee dazu wohl von Harris kam. War es Milton vorrangig um eine Gegenüberstellung von verschwenderischer Lebensfreude und ernster Besonnenheit gegangen, so arbeiteten Harris, Jennens und Händel nun die zeitlose Dialektik der verschiedenen Wesensarten heraus. Die Polarisierung zwischen dem lebenslustigen, stets optimistischen „Allegro“ und dem nachdenklichen, zurückhaltenden „Penseroso“ führt nun bildhaft vor, dass beide die widerstrebenden Kräfte ein und desselben Geistes sind und somit die zwei Gesichter einer menschlichen Natur beleuchten, weshalb die jeweiligen Temperamente auch nicht bestimmten Vokalpartien zugeordnet sind, sondern zwischen den verschiedenen Solostimmen aufgeteilt werden. Der Chor bekräftigt dabei die jeweiligen geäußerten Standpunkte.
Jedoch bleibt dieser Streit bis hierher ohne Resultat, ohne Aussicht auf Versöhnung oder Ausgleich, weshalb ein solches Ende, also ohne zu moralisieren, für die Zeit undenkbar war. Händel wünschte sich deshalb von Jennens noch einen dritten Teil nach dessen eigener Erfindung, Il Moderato („Die Mäßigung“), der zwar einen wesentlich kleineren Umfang als die beiden ersten Teile bekommen sollte, aber den moralisierenden Schlichter hinzufügt. Hier wird der sehnliche Wunsch des 18. Jahrhunderts nach Ausgleich, Harmonie und Balance deutlich.

## Handlung

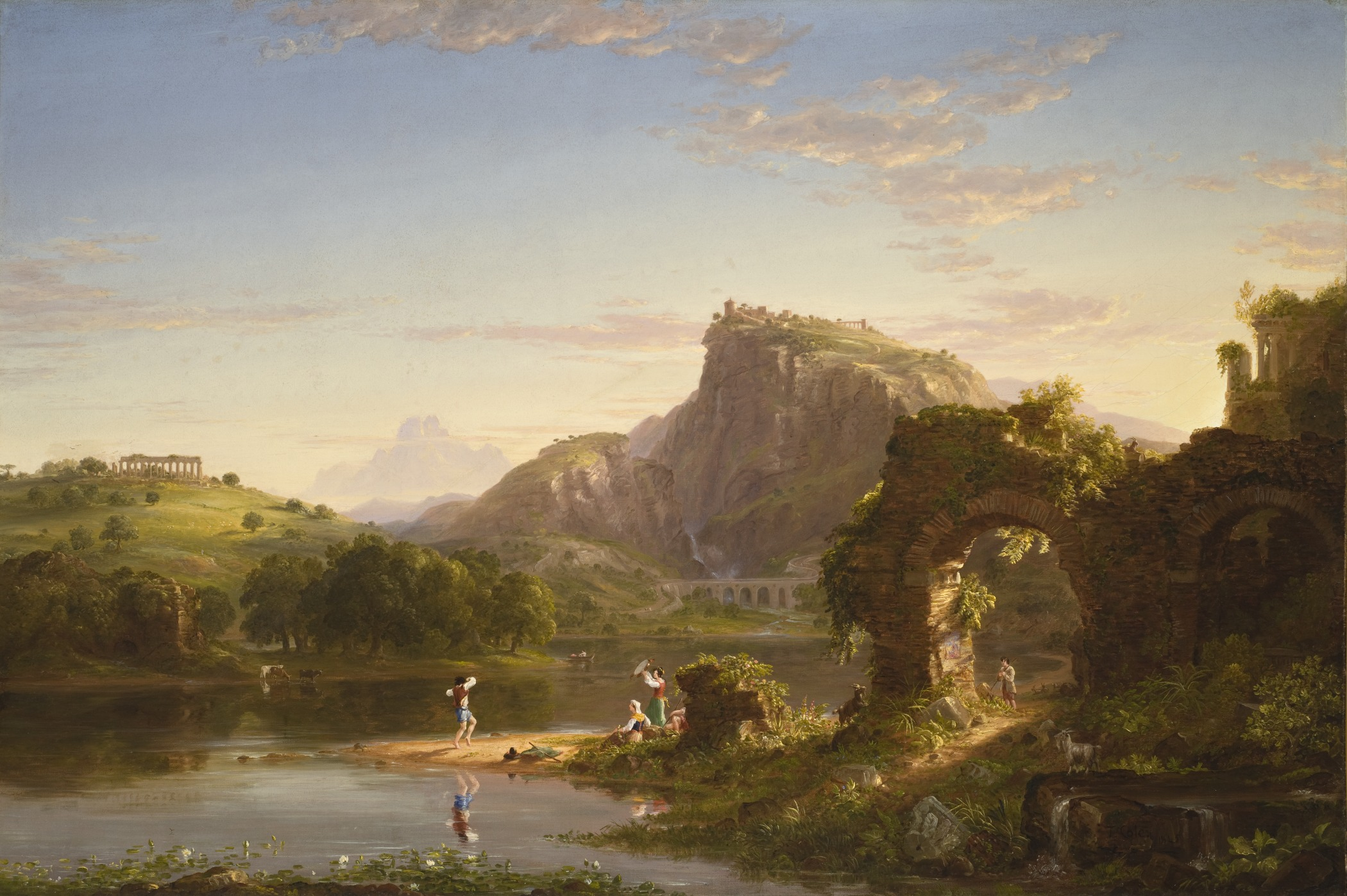
L’Allegro von Thomas Cole, New York City 1845

Die drei Charaktere sind von Händel nicht einer speziellen Stimme oder Figur zugewiesen, sondern sie „wandern“ zwischen den vier Gesangssolisten und dem Chor. Auch hat das Oratoriums keinen Handlungsablauf, vielmehr bestehen die beiden ersten Teile aus einem argumentativen Schlagabtausch. Auf der einen Seite steht ein fröhlicher Mensch, der seinen Tag vom Morgengrauen bis zum Abend in idyllischer Umgebung verbringt und die Freuden an der schönen Landschaft und Natur im Sonnenlicht, am Bauern- und Hirtenleben oder der regen Betriebsamkeit in den Städten in vollen Zügen genießt. Ihm gegenüber steht der gedankenvolle oder gar nachdenklich bis schwermütige Mensch, welcher der melancholische Seite des Lebens, die aus Kontemplation und Nachdenklichkeit besteht, nachgeht. Er möchte seine Zeit in der Stille der Nacht und in der Nähe der Natur verbringen, Zuflucht in einem Kloster suchen und dem Gesang der Nachtigall lauschen.

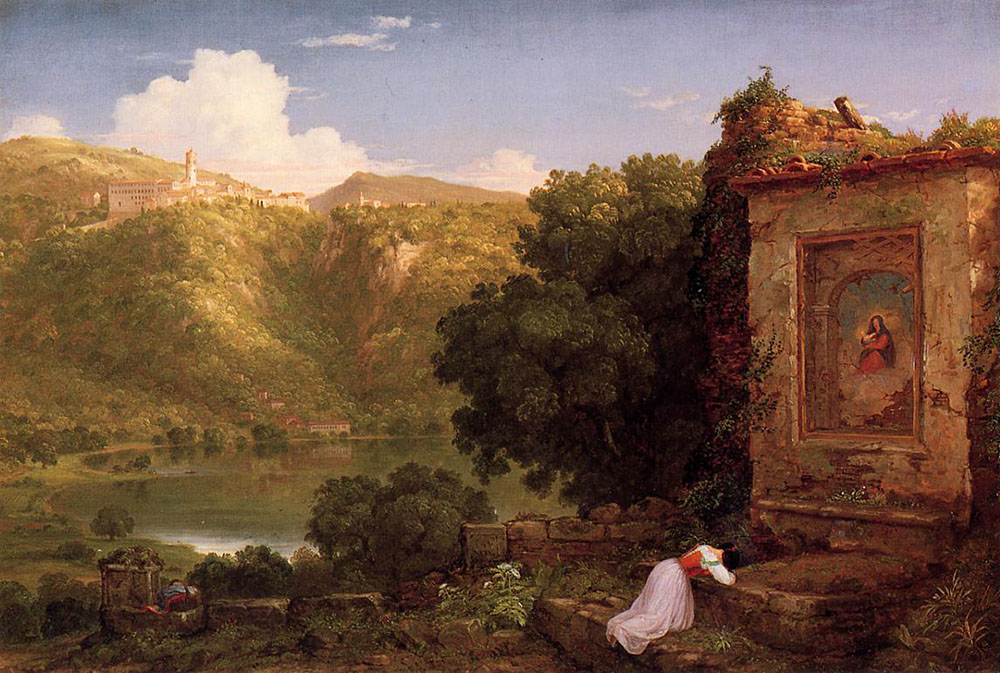
Il Penseroso von Thomas Cole, New York City 1845

Schließlich meldet sich der „Maßvolle“, welcher versucht, zwischen den Polen zu vermitteln und die goldene Mitte, bzw. das Glück in der Balance zwischen diesen beiden Extremen des Frohsinns und der Melancholie zu finden. Der Schlusschor geht darauf ein und wirbt dafür, diese Haltung als das Maß aller Dinge anzusehen: „Gib diese Lust, o Maß, uns du, in ihr allein ist Glück und Ruh‘.“

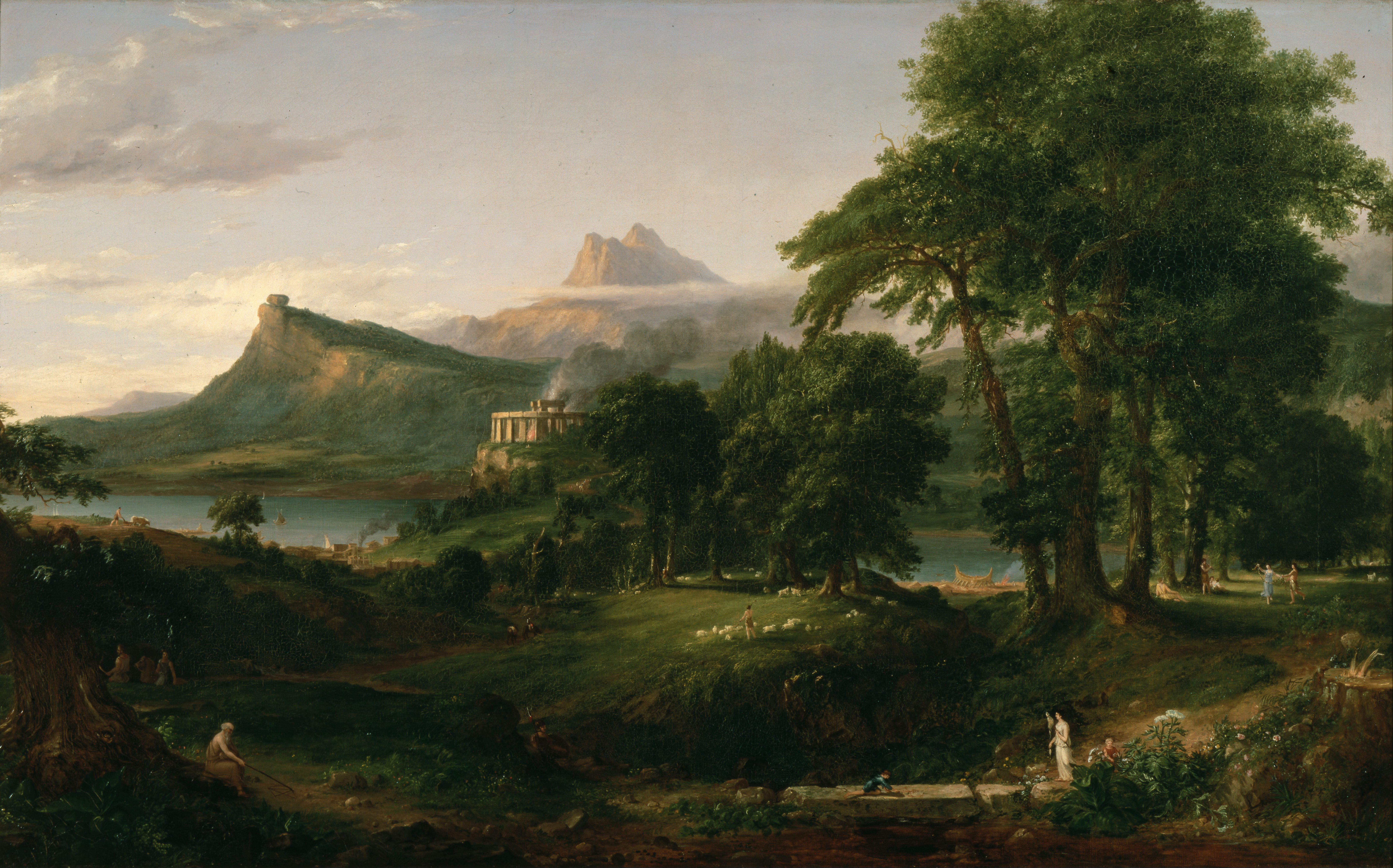
The Arcadian or Pastoral State von Thomas Cole, New York City 1836

## Musik

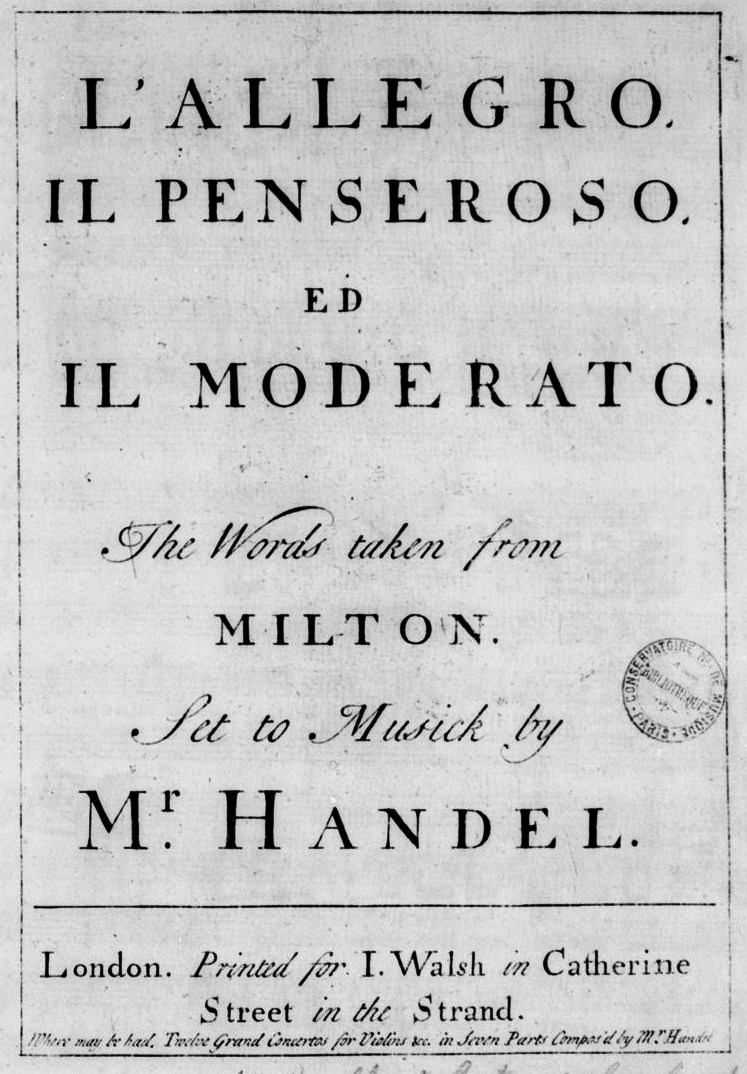
Titelblatt des Erstdruckes der Arienpartitur von L'Allegro
John Walsh, London 1741

Als Konglomerat aus Oper und Oratorium, pastoraler Serenata und Kantate nimmt L’Allegro in Händels Schaffen einen besonderen und nicht ganz leichten Platz ein, denn die unklare Gattungszugehörigkeit des Werkes scheint gelegentlich abschreckend zu wirken. Händel selbst gibt, anders als sonst, etwa durch einen genrezuweisenden Untertitel, keinen Hinweis dazu, weder im Londoner Autograph, noch in der Hamburger Direktionspartitur.
Händel hat zwar für L’Allegro keine spezielle Ouvertüre komponiert, doch hatten alle Ankündigungen der Aufführungen auch mehrere Concerti versprochen, wobei man davon ausgehen kann, dass jeder Teil, wie bei der Erstaufführung, mit einem Instrumentalstück begann. Bei dieser handelte es sich um das erste und dritte der vier Monate zuvor komponierten Concerti grossi op. 6 und dem ersten Orgelkonzert aus op. 7, welches er zehn Tage zuvor fertiggestellt hatte.

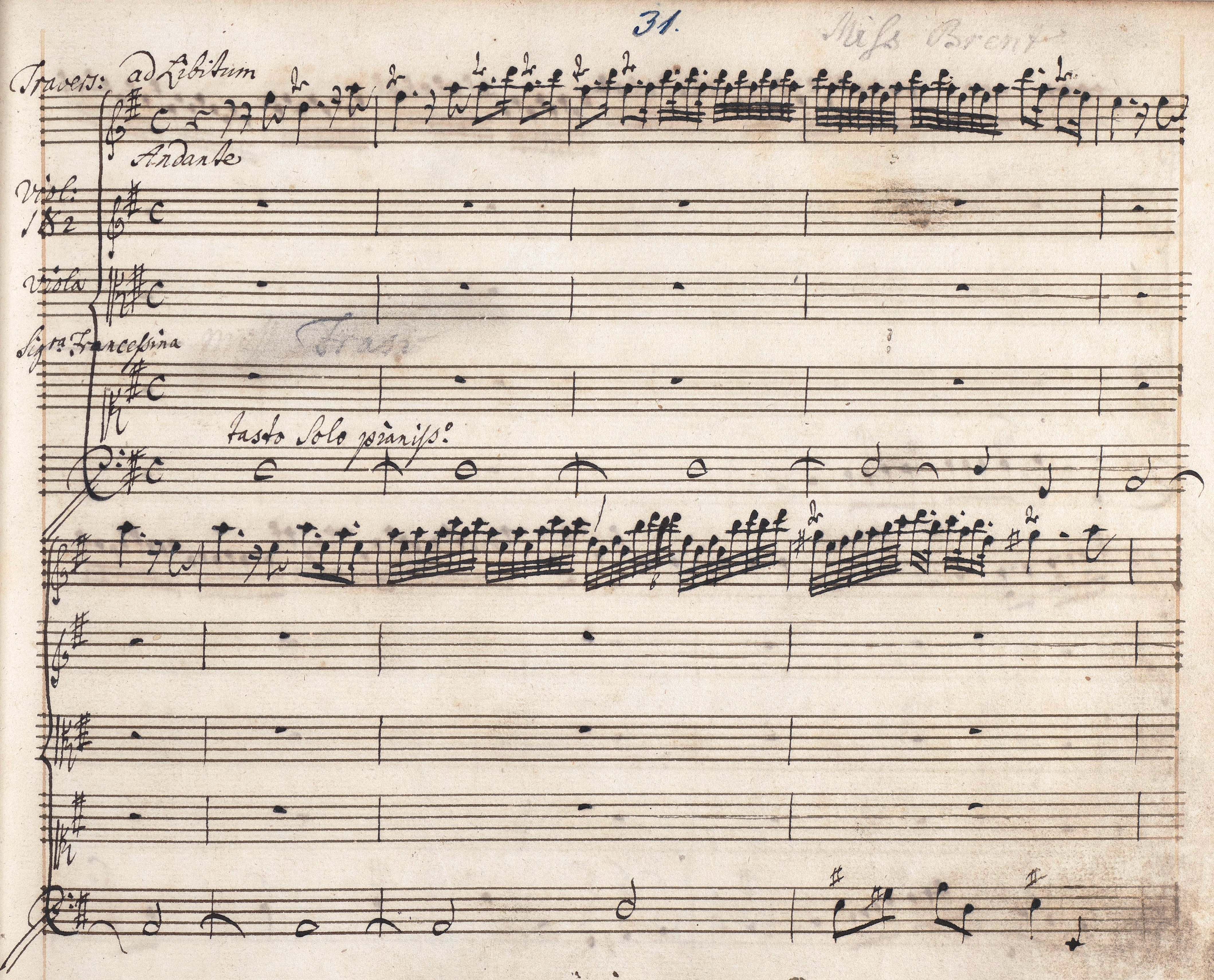
Beginn der berühmten Nachtigallen-Arie Sweet bird!
Direktionspartitur, 1740

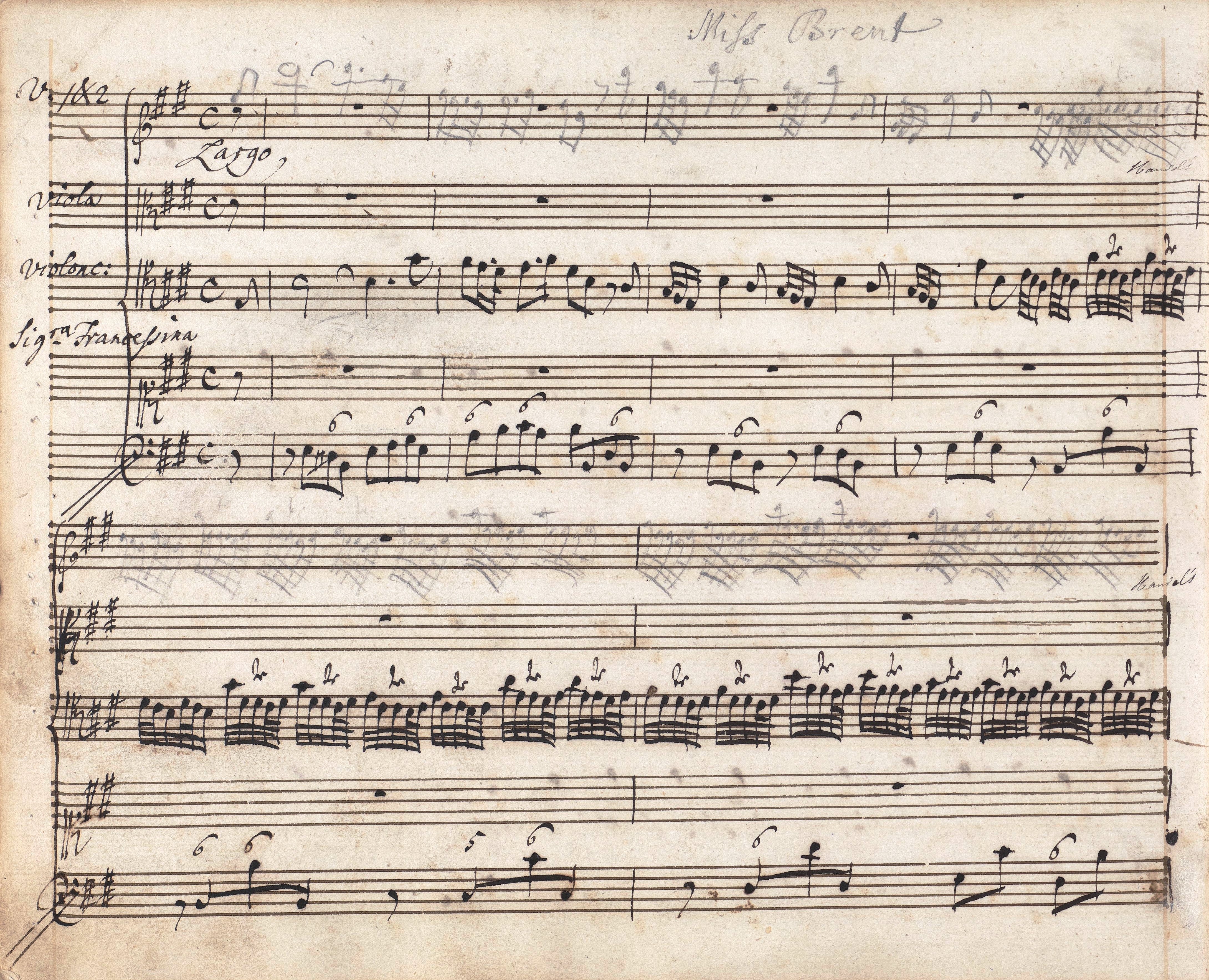
Beginn der Arie But oh!: Das Violoncello-Solo wurde später der Geige übertragen.
Direktionspartitur, 1740

Der Musikschriftsteller Winton Dean bemerkte schon 1959, dass Händel in L’Allegro Miltons poetische Bilder auf unnachahmliche Weise ins Musikalische übersetzt hat, weil ihm diese Stimmungen vermutlich selbst höchst vertraut waren. Dean schreibt weiter:

“It is not a matter of pictorial embellishment, but of a creative sympathy transfusing the entire score, a sympathy with English life and the English scene which is perhaps the profoundest tribute Handel ever paid to the land of his adoption.”

„Es geht nicht um die bildliche Ausschmückung, sondern um jene kreative Sympathie, die die gesamte Partitur durchdringt, eine Sympathie für das englische Leben und den englischen Schauplatz, welche die vielleicht tiefgründigste Ehrung darstellt, die Händel jemals seiner Wahlheimat erwiesen hat.“

Beeindruckend sind Händels instrumentale Charakterisierungen z. B. in der Bass-Arie Mirth admit me of thy crew (Nr. 13), wenn das Horn als Reaktion auf das besungene Echo den Gesangssolisten imitiert, oder die Traversflöte in der Nachtigallen-Arie (Sweet bird, that shun’st the noise of folly, Nr. 12) den Schlag des Vogels nachahmt. Dieses Stück wurde im 19. Jahrhundert nicht umsonst ein Paradestück der schwedischen „Nachtigall“ Jenny Lind. Auch wenn von Musikinstrumenten die Rede ist, kann Händel diese wirkungsvoll kompositorisch einsetzen. In Or let the merry bells ring round (Nr. 19a) charakterisiert ein Glockenspiel (Carillon) die heitere Stimmung, und bei den Worten and the jocund rebeck sound spielen die Geigen ein Tänzchen. Orpheus Gesang wird von einem für die Zeit sehr anspruchsvollen Solo für das Violoncello illustriert: But oh! Sad virgin that thy pow’r (Nr. 22). (Händels Solocellist Caporale war bekannt für seinen schönen Ton, weniger für seine Virtuosität auf dem Instrument, weshalb er vielleicht dieses Solo an den Geiger Dubourg später abgeben musste.) Am Ende des zweiten Teils möchte „Penseroso“ ins Kloster gehen, wo nur gedämpft-religiöses Licht durch kleine Fenster scheint: There let the pealing organ blow (Nr. 31). Zwischen den einfachen, homophonen Chorzeilen lässt Händel gleich an vier Stellen Platz (Generalpause mit dem Vermerk „Org[ano] ad libitum“) für eine Orgelimprovisation, die er selbst spielte. Philosophisch tiefsinnig endet das Oratorium mit dem nachdenklichen Chor These pleasures, Melancholy, give (Nr. 40) in g-Moll, der Tonart des Funeral Anthem The ways of Zion do mourn (HWV 264) auf den Tod der Königin Caroline von 1737.
Über die beschriebene Genreproblematik hinaus, scheint auch die Bestimmung einer letztendlich verbindlichen Fassung dieses Werkes ein schwieriges Unterfangen zu sein. Ein dreiviertel Jahr nach der Uraufführung komponierte Händel nämlich neun weitere Nummern hinzu, die einer seiner Partituren 1741 in einem Anhang („Additional Songs“) beigefügt wurden. Diese und weitere Varianten, wie den Tausch des dritten Teiles Il Moderato gegen die Cäcilienode (ab April 1741), machen es schwer, eine eindeutige Aussage zur Gestalt des Werkes und Händels idealer Vorstellung davon zu treffen. So ist L’Allegro und seine frühe Aufführungsgeschichte ein anschauliches Beispiel für den Realisten Händel, der auf alle Möglichkeiten und Beschränkungen der ihm zur Verfügung stehenden Künstler und aufführungstechnischen Mittel mit der Gewandtheit des Pragmatikers reagierte.

## Orchester
Zwei Traversflöten, zwei Oboen, zwei Fagotte, Horn, zwei Trompeten, Pauken, Carillon, Streicher und Basso continuo (Violoncello, Laute, Cembalo, Orgel).

## Struktur des Oratoriums

### Erster Teil
Concerto grosso. (A tempo giusto – Allegro – Adagio – Allegro – Allegro)
(Str, BC; G-Dur, Op. 6, Nr. 1, HWV 319)
| L’Allegro    | 1. Accompagnato. Tenor (2 Fg, 2 Vla, BC) Hence, loathed Melancholy                            |
| Il Penseroso | 2. Accompagnato. Sopran (Str, BC) Hence, vain deluding Joys                                   |
| L’Allegro    | 3. Air. Knabensopran (2 Ob, Str, BC) Come, come, thou goddess fair and free                   |
| Il Penseroso | 4a. Air. Sopran (2 Ob, Str, BC) Come rather, goddess sage and holy                            |
| L’Allegro    | 5. Air and Chorus. Tenor (2 Ob, Str, BC) Haste thee, nymph, and bring with thee               |
|              | 6. Air and Chorus. Tenor (2 Ob, Fg, Str, BC) Come, and trip it as you go                      |
| Il Penseroso | 7. Accompagnato. Sopran (Str, BC) Come, pensive Nun, devout and pure                          |
|              | 8. Arioso. Sopran (Str, BC) Come, but keep thy wonted state                                   |
|              | 9a. Accompagnato and Chorus. Sopran (2 Ob, Str, BC) There held in holy passion still          |
| L’Allegro    | Recitative. Tenor, Knabensopran Hence, loathed melancholy                                     |
|              | 10. Air. Knabensopran (2 Vl, BC) Mirth, admit me of thy crew                                  |
| Il Penseroso | 11. Accompagnato. Sopran (Str, BC) First and chief, on golden wing                            |
|              | 12. Air. Sopran (2 Fl, Str, BC) Sweet bird, that shun’st the noise of folly                   |
| L’Allegro    | Recitative. Bass If I give thee honour due                                                    |
|              | 13. Air. Bass (Hr, Str, BC) Mirth, admit me of thy crew                                       |
| Il Penseroso | 14. Air. Sopran (Str, BC) Oft, on a plat of rising ground                                     |
|              | 15. Air. Sopran (2 Vl, BC) Far from all resort of mirth                                       |
| L’Allegro    | Recitative. Tenor If I give thee honour due                                                   |
|              | 16. Air. Tenor (Str, BC) Let me wander not unseen                                             |
|              | 17. Air. Knabensopran (2 Vl, BC) Straight mine eye hath caught new pleasures                  |
|              | 18a. Accompagnato. Knabensopran (Str, BC) Mountains, on whose barren breast                   |
|              | 19a. Air and Chorus. Knabensopran (2 Ob, Carillon, Str, BC) Or let the merry bells ring round |

### Zweiter Teil
Concerto grosso. (Larghetto – Andante – Allegro – Polonaise – Allegro, ma non troppo)
(Str, BC; e-Moll, Op. 6, Nr. 3, HWV 321)
| Il Penseroso | 20a. Accompagnato. Sopran (Str, BC) Hence, vain deluding Joys                          |
|              | 21a. Air. Sopran (Str, BC) Sometimes let gorgeous Tragedy                              |
|              | 22. Air. Sopran (Vc solo, Str, BC) But oh! Sad virgin that thy pow’r                   |
|              | Recitative. Sopran Thus, Night, oft see me in thy pale career                          |
| L’Allegro    | 23. [Solo and] Chorus. Bass (2 Ob, 2 Trp, Str, BC) Populous cities please me then      |
|              | 24. Air. Tenor (2 Vl, BC) There let Hymen oft appear                                   |
| Il Penseroso | 25a. Accompagnato. Sopran (Str, BC) Me, when the sun begins to fling                   |
|              | 26a. Air. Sopran (Str, BC) Hide me from day’s garish eye                               |
| L’Allegro    | 27. Air. Tenor (2 Vl, BC) I’ll to the welltrod stage anon                              |
|              | 28. Air. Knabensopran (2 Ob, Str, BC) And ever against eating cares                    |
|              | 29a. Air. Knabensopran (Str, BC) Orpheus self may heave his head                       |
|              | 30. Air and Chorus. Tenor (2 Ob, 2 Trp, Pk, Str, BC) These delights if thou canst give |
| Il Penseroso | Recitative. Sopran But let my due feet never fail                                      |
|              | 31. Chorus [and Solo]. Sopran (2 Ob, Fg, Str, BC) There let the pealing organ blow     |
|              | 32a. Air. Sopran (BC) May at last my weary age                                         |
|              | 33. Solo and Chorus. Sopran (2 Ob, Str, BC) These pleasures, Melancholy, give          |

### Dritter Teil
Organ Concerto. (Andante – Andante – Largo, e piano – Bourrée)
(2 Ob, Str, BC; B-Dur, Op. 7, Nr. 1, HWV 306)
| Il Moderato | 34. Accompagnato. Bass (Str, BC) Hence, boast not ye profane                              |
|             | 35. Air. Bass (2 Vl, BC) Come, with native lustre shine                                   |
|             | 36. Accompagnato and Chorus. Bass (2 Ob, Str, BC) Sweet Temp'rance in thy right hand bear |
|             | 37. Air. Sopran (2 Ob, 2 Vl, BC) Come, with gentle hand restrain                          |
|             | Recitative. Tenor No more short live they then will spend                                 |
|             | 38. Air. Tenor (2 Ob, 2 Vl, BC) Each action will derive new grace                         |
|             | 39. Duet. Sopran, Tenor (2 Ob, Fg, Str, BC) As steals the morn upon the night             |
|             | 40. Chorus. (2 Ob, Str, BC) Thy pleasures, Moderation, give                               |

## Erfolg und Kritik
Im Mai 1740 erschien im „The Gentleman’s Magazine“ ein Gedicht auf Händel. Der Autor, welcher vermutlich der zeitweise für Händel als Übersetzer tätige George Oldmixon war, schrieb nach den Konzertbesuchen ein Lobgedicht „To Mr. Handel“, indem es u. a. heißt:

“If music was to touch the heart design’d, To ease the pain’d, or charm the chearful mind;
And has the ear in this no other part, Than as it opes a passage to the heart;
How comes it we those artless masters bear, Who slight the heart, and only court the ear? […]
But Handel’s harmony affects the soul, To sooth by sweetness, or by force controul;”

„Wenn Musik dazu bestimmt war, das Herz zu rühren, den Schmerz zu lindern oder den fröhlichen Geist zu bezaubern,
und das Ohr dabei keine andere Aufgabe hat, als einen Weg zum Herzen zu öffnen,
wie kommt es dann, dass wir diese kunstlosen Meister ertragen, die das Herz geringschätzen und nur dem Ohr den Hof machen?
Doch Händels Harmonie berührt die Seele, um sie durch Süße zu besänftigen oder durch Kraft zu stärken.“

„Händel, l'allegro il pensieroso (englische Partitur, ein furchtbarer Zopf, neben seinen Oratorien kaum des Nennens wert. So Flüchtiges und Unbedeutendes konnte Bach nie denken, geschweige denn schreiben.“

„Daß sich nun unser herrlicher Meister [Händel] die dem musikalischen Ausdrucke so überaus günstigen Momente der beiden ersten Teile nicht wird haben ungenutzt entschlüpfen lassen, kann man sich leicht vorstellen. Eine Nummer überstrahlt die andere an Schönheit – man wird von all der Pracht und Herrlichkeit förmlich geblendet. Nach meinem Dafürhalten gehört das Werk zu Händels glücklichsten Würfen, und dieser Meinung muß er selbst gewesen sein, wenn man die Menge der Aufführungen, die er den Allegro erleben ließ, als sprechenden Beweis dafür gelten lassen will. – Am meisten bekannt ist die Nachtigallenarie geworden, die einer richtigen Koloratursängerin vollauf Gelegenheit zum Florieren gibt.“

„[…] doch steif und gekünstelt ist die Dichtung zum „Allegro e Pensieroso“, den Herr v. Perger (abgesehen von einigen Kürzungen) vollständig im dritten Gesellschaftsconcerte zur Aufführung brachte. Bekanntlich führte Milton’s berühmtes, von Händel componirtes Gedicht einen Fröhlichen (l’Allegro) und einen Schwermüthigen (Il Pensieroso) in einer Reihe von contrastirenden Stimmungsbildern und Betrachtungen vor. Dieses Thema von den Temperamenten war bei den Dichtern und Malern des achtzehnten Jahrhunderts sehr beliebt. Der Fröhliche lobt den erfrischenden Morgen, den Gesang der Lerche; er schildert die Freuden der Jagd, die Lustbarkeit auf einer Kirmeß; er vergnügt sich an dem „Gewühl volkreicher Städte“, wo er auch das Theater besucht und Shakespeare bewundert. Der Schwermüthige hingegen lauscht nur dem schmelzenden Gesang der Nachtigall, sucht einsame Spaziergänge und schwelgt Abends bei der Studirlampe in den Poesien der alten Griechen. In dem Gedicht von Milton sind die Freuden des „Allegro“ und des „Pensieroso“ in zwei besonderen Abtheilungen geschildert; eine Anordnung, welcher Händel, um der Gefahr der Monotonie zu entgehen, nicht folgte. Er läßt die beiden Personen oder Personificationen abwechseln und setzt je einem Ausbruch der Lust einen Monolog der Schwermuth entgegen. So wird durch den Reiz der Antithese die Aufmerksamkeit des Hörers stets rege erhalten. Zu diesen beiden Abtheilungen hat Händel’s Freund, der Gutsbesitzer Charles Jennens, einen vermittelnden dritten Theil: „Il Moderato“ (Der Gemäßigte) für Händel hinzugedichtet. Die goldene Mittelstraße zwischen Fröhlichkeit und Melancholie als das eigentliche Ziel des Philosophen zu feiern, mag dem Dichter ziemen; beim Musiker muß sie als gemächliches Phlegma, als bloße Mäßigung reizlos erscheinen. In Wahrheit hat Händel mit seinem „Moderato“ weder den Allegro noch den Pensieroso gesteigert, sondern beiden nur kaltes Wasser über den Kopf gegossen. Diese Verklärung der beiden Gegensätze in einem vermeintlich höheren Dritten kann musikalisch nur zur traurigen Negation jeder starken lebendigen Empfindung werden, der schwermüthigen sowol wie der fröhlichen. An Händel und an Gluck können wir überdies beobachten, wie verschiedene Zeitalter verschieden auf dieselben Reize reagiren. Für unser an viel heftigere Erregungen gewöhntes Gefühl klingen sowol der Frohsinn wie die Schwermuth Händel’s schon an sich so maßvoll, daß es einer herabstimmenden Correctur der beiden durch einen eigens angestellten „Moderato“ gar nicht bedarf. In wie viel stärkere und schärfere Contraste hat sich unsere Musik in den anderthalb Jahrhunderten seit der Composition von „Allegro und Pensieroso“ gespalten!“

L’Allegro ed il Penseroso is a masterpiece; the first part is surely Handel at his imaginative best, while Part Two, perhaps less consistently fresh in invention, is very close to it. In many ways this is the most adventurous and exploratory of Handel’s works, looking far into the future.

„L’Allegro ed il Penseroso ist ein Meisterwerk, der erste Teil denkbar bester Händel, der zweite nahe daran, wenn auch nicht durchweg so frisch in der Erfindung. In vieler Hinsicht haben wir hier das kühnste und experimentierfreudigste Werk von Händel, das weit in die Zukunft weist.“

## Diskografie (Auswahl)
- L’Oiseau-Lyre OL 501995-6 (1959): Jacqueline Delman, Elizabeth Harwood, Elsie Morrison (Sopran), Helen Watts (Alt), Peter Pears (Tenor), Hervey Alan (Bass)
St. Anthony Singers, Philomusica of London; Dir. David Willcocks
- American Decca DXSA-7165 (1960): Adele Addison (Sopran), John McCollum (Tenor), John Reardon (Bass)
Musica Æterna Orchestra & Chorus; Dir. Frederic Waldman (93 min)
- Eterna 820539 (1966): Rosemarie Rönisch (Sopran), Gertraud Prenzlow (Alt), Peter Schreier (Tenor), Günther Leib (Bass)
Solistenvereinigung des Berliner Rundfunks, Kammerorchester Berlin; Dir. Helmut Koch (Ausschnitte, deutsch)
- Erato 2292-45377-2 (1980): Patricia Kwella, Marie McLaughlin, Jennifer Smith (Sopran), Michael Ginn (Knabensopran), Maldwyn Davies, Martyn Hill (Tenor), Stephen Varcoe (Bass)
Monteverdi Choir, English Baroque Soloists; Dir. John Eliot Gardiner (116 min)
- Arabesque Z6554-2 (1985): Nancy Armstrong, Sharon Baker (Sopran), Mary Westbrook-Geha (Alt), Frank Kelley (Tenor), James Maddalena (Bass)
Banchetto Musicale; Dir. Martin Pearlman (124 min)
- Eterna 728026-027 (1989): Venceslava Hrubá-Freiberger, Dagmar Schellenberger (Sopran), Jochen Kowalski (Altus), Michael Rabsilber (Tenor), Franz-Josef Kapellmann (Bass)
Rundfunkchor Leipzig, Orchester der Komischen Oper Berlin; Dir. Rolf Reuter (113 min, deutsch)
- Hyperion CDA 67283/4 (1999): Susan Gritton, Claron McFadden, Lorna Anderson (Sopran), Paul Agnew (Tenor), Neal Davies (Bass)
Chorus of the King’s Consort, The King’s Consort; Dir. Robert King (138 min)
- Virgin/EMI 5454172 (1999): Lynne Dawson, Christine Brandes (Sopran), David Daniels (Altus), Ian Bostridge (Tenor), Alastair Miles (Bass)
Bach Choir, Ensemble Orchestral de Paris; Dir. John Nelson (118 min)
- Naxos 8557057-58 (2002): Linda Perillo (Sopran), Barbara Hannigan (Alt), Knut Schoch (Tenor), Stephen MacLeod (Bass)
Junge Kantorei, Barockorchester Frankfurt; Dir. Joachim Carlos Martini (131 min)
- Carus CAR83395 (2013): Maria Keohane, Julia Doyle (Sopran), Benjamin Hulett (Tenor), Andreas Wolf (Bass)
Kölner Kammerchor, Collegium Cartusianum; Dir. Peter Neumann (119 min)
- Bel Air Classiques BAC423 (2015): Sarah-Jane Brandon, Elizabeth Watts (Sopran), James Gilchrist (Tenor), Andrew Foster-Williams (Bass)
Mark Morris Dance Group, Chor und Orchester des Teatro Real Madrid; Dir. Jane Glover (DVD, 97 min)
- Signum SIGCD392 (2015): Gillian Webster (Sopran), Laurence Kilsby (Knabensopran), Jeremy Ovenden (Tenor), Peter Harvey, Ashley Riches (Bass)
Gabrieli Consort & Players; Dir. Paul McCreesh (141 min)
- Harmonia Mundi HAF890535960 (2022): Rachel Redmond (Sopran), Leo Jemison (Knabensopran), James Way (Tenor), Sreten Manojlović (Bass)
Trinity Boys Choir, Les Arts Florissants; Dir. William Christie (102 min)